# Epinecrophylla erythrura
Epinecrophylla erythrura là một loài chim trong họ Thamnophilidae.